# Cifra negra
Se denomina cifra negra  o cifra oscura en criminología, al número de delitos y delincuentes que no han llegado a ser descubiertos o condenados. Es lo que constituye la cifra negra o cifra oscura de la criminalidad.
Por una parte se sabe de errores judiciales en perjuicio del condenado; lo que hace que muchas veces sean inocentes quienes ingresan en las prisiones. Por otra parte los cuerpos de Policía, las Fiscalías y cuerpos jurisdiccionales como los jueces no consiguen descubrir, acusar y condenar a todos los que han cometido un delito.

## Causas
Cuando la víctima queda también oculta en medio de la cifra negra de la criminalidad que, por otra parte, es lo más próximo numéricamente a la cantidad real de crímenes cometidos en una sociedad determinada. La relación de tensión existente entre delitos realmente cometidos y los efectivamente tratados por el aparato penal, engloba a la mayor cantidad de víctimas que ni siquiera serán atendidas, tratadas ni conocidas por el segmento penal, y a las cuales el Estado no da respuesta alguna.
Tal proceso "empuja" a las personas a no denunciar los actos ilícitos, a no reconocerse a sí mismas como víctimas y, en consecuencia, a la impunidad que el infractor penal asume, puesto que en el acto desvalorado no vislumbra un referente social acompasado del penal, en tanto a su conducta es delictiva, pero el núcleo social o persona menoscabada por el delito que se ha cometido no pone en evidencia tal daño, y por ende, tampoco el segmento penal podrá operar en su contra.

## Razones por las que no se denuncia
Razones por las que no se denuncia incluyen:
1. No se cree en la Policía ni en la Justicia Penal.
2. No se acepta la condición de víctima, debido a que implica pérdida de dignidad y falta de solidaridad.
3. No se quiere evidenciar la victimización individual ni colectiva.
4. El aparato penal carece de plataforma adecuada para abordar ni siquiera con un mínimo de éxito la solución del conflicto social base.
5. Se tiene miedo a la venganza o amenazas posteriores por parte del autor del delito.
6. Se quiere olvidar lo ocurrido.
7. Se desconoce que se haya cometido un delito.
8. La víctima se siente total o parcialmente culpable de lo sucedido.
9. Se ignora que puede pedir la intervención del Estado.

## Conclusiones
- La criminalidad real es aproximadamente el doble de la registrada.
- La cifra negra diverge según el tipo de delito.
- La cifra oscura es superior en el ámbito de la criminalidad menos grave que en la criminalidad más grave.
- Las carreras criminales no son, sin embargo, ubicuas, es decir, no están distribuidas entre todas las capas sociales y todas las personas, y dependen de la cuota sancionatoria.
- Las conductas delictivas son ubicuas y pueden realizarse en todas las capas sociales y realizarse por cualquier persona.
- En la delincuencia juvenil es donde se da un mayor porcentaje de delincuencia con una relativamente menor cuota sancionatoria.
- Las posibilidades de quedar en la cifra oscura dependen de la clase social a que pertenezca el delincuente.

## Documentales
- La cifra negra (Empatik Films, España, 2018)[1]